# Kaveh Ahangar
Kaveh oder Kawe Ahangar (persisch كاوه آهنگر Kawe Ahangar, DMG Kāve Āhangar, ‚Kaveh der Schmied‘, auch Kaweh, Kāveh oder Kawa, kurdisch Kawayê Hesinkar) ist eine Gestalt aus der iranischen Mythologie. Kaveh symbolisiert den Kampf gegen die Tyrannei und gegen Unterdrückung durch fremde Invasoren.
Kaveh soll der Sage nach einen Aufstand der Iraner gegen den grausamen Fürsten Azhi Dahaka (mittelpersisch Zahhak) angeführt haben. Die Geschichte des Aufstandes wurde im 10. Jahrhundert im Epos Schāhnāme vom persischen Dichter Firdausi niedergeschrieben. Kaveh benutzte seine Schmiedeschürze als Flagge des Aufstandes.

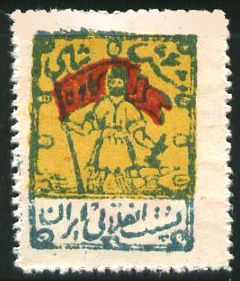
Kaveh, der Schmied auf einer Briefmarke der Persischen Sowjetrepublik (1920) – in der einen Hand hält er den Hammer, in der anderen anachronistisch die Rote Flagge

„Das Schurzfell, womit sich die Füße decken
Die Schmiede, wenn sie das Eisen strecken,
Das steckte der Kaw auf ein Lanzenrohr,
Da stieg vom Markte der Staub empor;
Er schritt, die Lanz’ in der Hand, mit Schrei:
‚Ihr edlen Gottesdiener herbei!‘“

Als er zu Fereydūn kommt, schmückt dieser die Schürze mit aus goldenen Fäden gewebtem Stoff auf den Juwelen genäht sind. Diese geschmückte Lederschürze nannte Fereydūn Derafsch-e Kâviâni (Kavehs Flagge). Später fügte jeder neue Herrscher weitere kostbare Stoffe, Perlen und Juwelen hinzu. So wurde aus Kavehs Schmiedeschürze am Ende die Staatsflagge des Sassanidenreiches. Im 7. Jahrhundert ist sie bei der Niederlage der Sassaniden gegen die islamischen Araber als Kriegsbeute verloren gegangen.
Zahhāk wird als Symbol für die Assyrer angesehen. Diese beherrschten eine Zeit lang den Westiran. Deren Hauptstadt Ninive wurde am 10. August 612 v. Chr. von Medern und Babyloniern erobert und so das Assyrische Reich für immer beseitigt.
Im Oktober wird das Mehrgan-Fest gefeiert. Das altiranische Fest zu Ehren des Gottes Mitra erinnert unter anderem auch an den Krönung Fereydūns nach dem Sieg über Zahāk und ist daher auch eng mit Kaveh verbunden.

„Am Glückstag, dem ersten vom Monat Mihr
Setzt’ er aufs Haupt sich der Krone Zier.
Die Zeit ward ohne Sorge vor Leid,
Sie wandten sich all zu Gottseligkeit.
Sie leerten das Herz von Kriegesbraus,
Und machten ein neues Fest mit Schmaus.
…
Die Mihrganfei’r hat er eingesetzt,
wo man ruht und mit Wein sich letzt.
Das blieb uns von ihm zum Angedenken,
Da laß nicht Sorg’ und Müh’ dich kränken.“

Kaveh genießt unter Persern, Kurden und anderen iranischen Völkern großes Ansehen.
In der iranischen Mythologie ist er der Vater von Kai Kobad, Karen (Ghāren), einem Heerführer Manutschehrs, und Keschwad, dem Vater von Gudarz.
Die im Stadtzentrum von Afrin befindliche Kaveh-Ahangar-Statue wurde am 18. März 2018, zwei Tage vor dem Nouruz-Fest, dem kurdischen und iranischen Neujahrsfest, von türkischen Truppen und verbündeten syrisch-arabischen Milizionären zerstört.
Nach ihm ist die Zeitschrift Kaveh benannt worden.